# Constantinus Africanus

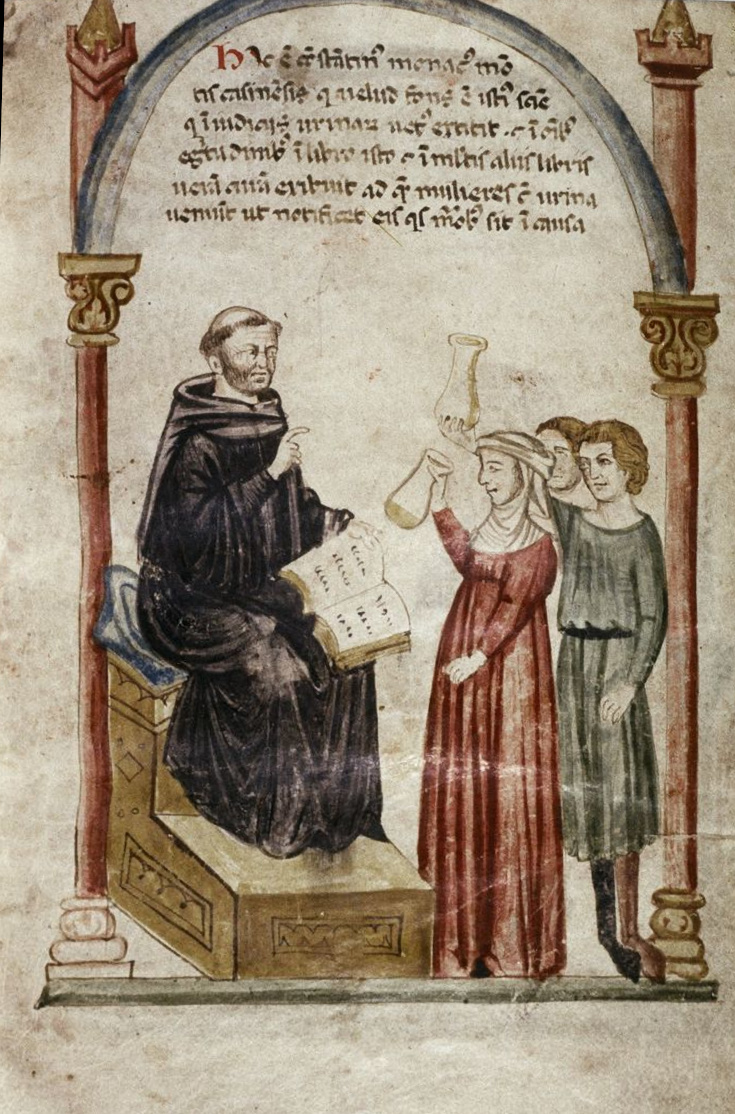
Constantinus Africanus bei der Harnschau

Constantinus Africanus, lateinisch auch Constantinus Africanus Cassinensis, deutsch Constantin (von Africa), Konstantin (der Afrikaner) oder Konstantin von Afrika (* in Karthago im heutigen Tunesien; † 22. Dezember vor 1098/1099 im Kloster Montecassino) war ein nordafrikanischer („africanischer“ bzw. ifriqiyanischer) medizinischer Forscher, Fachautor und Übersetzer sowie Laienbruder des Benediktinerordens. Sein arabischer Name ist unbekannt. Auf die wissenschaftliche Medizin hatte er durch sein Wirken als Theoretiker an der Schule von Salerno und als Übersetzer in Montecassino Einfluss. Er führte in der zweiten Hälfte des 11. Jahrhunderts in Europa die arabisierte Medizin der Griechen ein.

## Leben

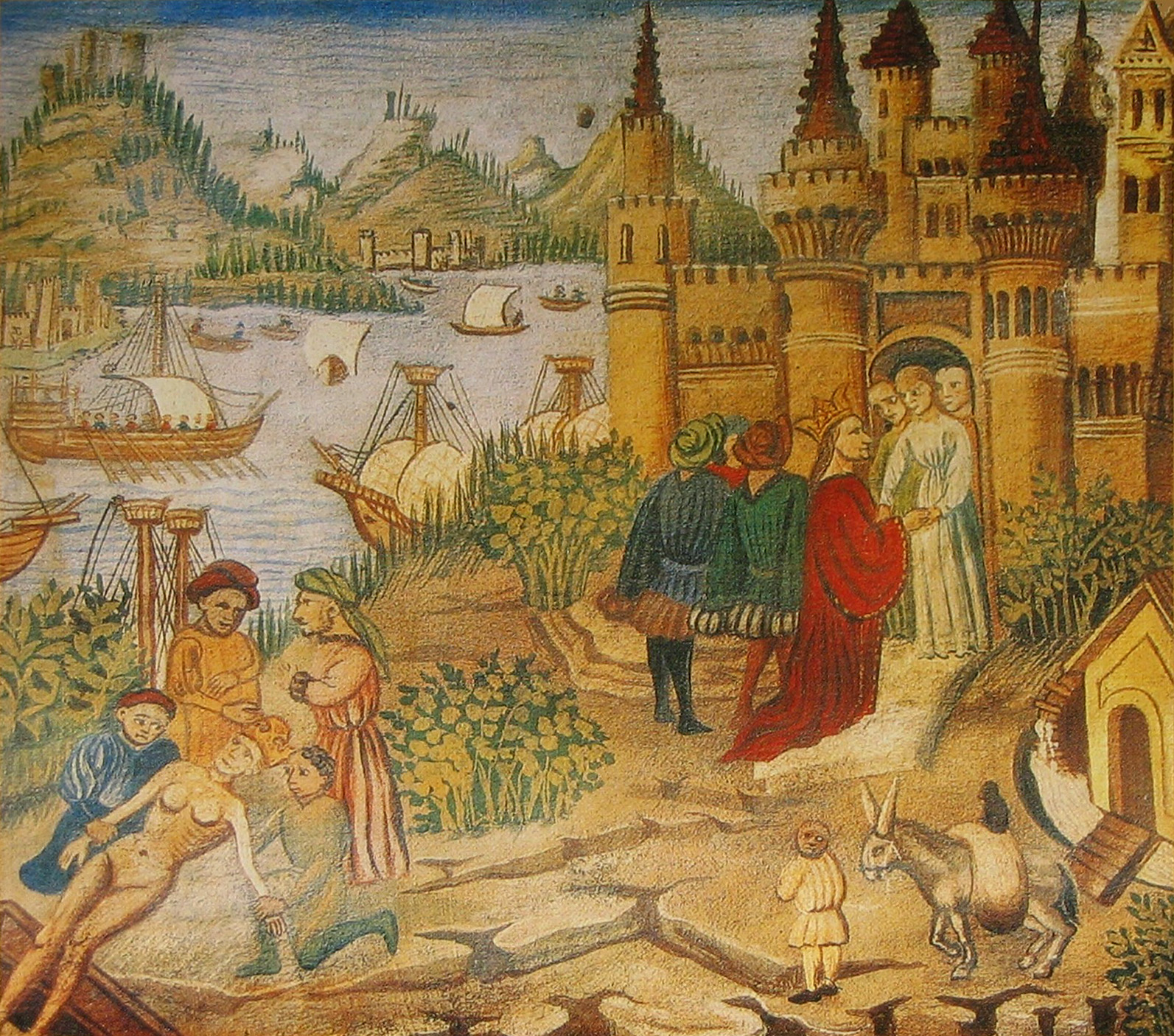
Die Schule von Salerno in einer Darstellung in einer Ausgabe des Kanon des Avicenna

Zum Leben von Constantinus sind vier Quellen bekannt, die sich inhaltlich erheblich widersprechen und teils ins Fantastische abgleiten. Es sind dies:
- Chronica monasterii Casinensis, von Leo Marsicanus oder Guido kurz nach 1100 verfasst, erhalten in Monte Cassino, MS 450, f. 278–279 (ca. 1140–50)
- darauf basierend: De viris illustribus von Petrus Diaconus, erhalten in Monte Cassino, MS 361, f. 69v–70r (ca. 1150)
- von Magister Matthäus F[errarius], erhalten in Erfurt, Universitätsbibliothek, Bibliotheca Amploniana, Cod. Amplon. 8° 62, f. 49v–50r (frühes 14. Jahrhundert)
- die Cordoba-Montpellier-Tradition, erhalten in London, BL, MS Sloane 2426, f. 7v–8v (13. Jahrhundert)

Alle vier Quellen wurden 2019 in einer zweisprachigen Ausgabe Latein-Englisch zugänglich gemacht.
Nach der ältesten Quelle wurde Constantinus in Karthago geboren und studierte in Fustat ('babilonia'). Nach der Rückkehr flüchtete er spätestens 1076/77 nach Salerno, wo er zunächst verborgen lebte. Abt Johannes, der Bruder von Gisulf II., wurde auf ihn aufmerksam und in der Folge traf er auch auf Alfanus von Salerno und Robert Guiskard. Zur Amtszeit von Abt Desiderius, dem späteren Papst Viktor III., trat er in das Kloster Montecassino ein, wo er vor 1098/99 starb.
Die traditionell angegebenen Todesjahre 1085 und 1087 sind nicht belegt, sie basieren lediglich auf Mutmaßungen. Für 1087 wird das Argument angeführt, dass Constantinus zwar Desiderius seine Pantegni widmet, aber keine Schrift dem Nachfolger Oderisius, der ab September 1087 amtierte. Allerdings waren die zwei Äbte grundverschieden und Oderisius hatte kein Interesse an weltlichem Ruhm. Annette Hettinger hingegen nennt 1085 als sicheres Todesjahr und bezieht sich dabei auf eine Urkunde aus dem Februar 1086, in der die Schenkung einer Kirche dokumentiert ist. Sie übersieht dabei allerdings, dass 1085 sowohl Alfanus von Salerno als auch Robert Guiskard gestorben sind und das wohl die Urkunde motiviert hat und nicht etwa der Tod von Constantinus. Daher kann lediglich festgestellt werden, dass Constantinus vor der Erstellung eines Kalenders (erhalten in Vatikan, Borg. lat. 182) durch Leo Marsicanus verstorben sein muss. Dort wird als sein Todestag der 22. Dezember angegeben.
Eliza Glaze arbeitet folgende Unterschiede in den Quellen heraus:
| Aspekt                       | Quellen Montecassino                              | Quelle Salerno                                                                           | Quelle Cordoba-Montpellier                                                                  |
| Herkunft                     | Karthago                                          | sarazenischer Händler ohne Lateinkenntnisse (womit auch Italienisch gemeint sein könnte) | Cordoba                                                                                     |
| Fluchtursache                | Gelehrsamkeit erzeugte Neid in seiner Heimat      | keine, da als Händler unterwegs                                                          | juristische Konsequenzen nach Fehlbehandlung des Königs                                     |
| Grund für Ankunft in Salerno | keiner                                            | Handel                                                                                   | von Piraten gefangen und versklavt                                                          |
| Förderer                     | Robert Guiskard und Richard von Capua             | Abt Johannes und Erzbischof Alfanus                                                      | König von Cordoba, Prinz von Salerno                                                        |
| Religion                     | unklar, wurde Mönch in Montecassino               | Sarazene, womit auch nur die Herkunft gemeint sein könnte                                | Muslim, konvertierte in Salerno                                                             |
| Beruf                        | studierte in Fustat die freien Künste und Medizin | Händler mit guten Medizinkenntnissen                                                     | Student in Cordoba, behandelte in Salerno erfolgreich den Prinzen und wurde dadurch berühmt |

Als Gemeinsamkeiten aller Quellen identifiziert Francis Newton:
- Constantinus hatte gute Kenntnisse der medizinischen Literatur in der islamischen Welt.
- Nach seiner Ankunft in Salerno verdiente er sich den Respekt der lokalen Elite.
- Er übertrug effektiv ein umfangreiches und vielfältiges Korpus sowohl allgemeiner als auch hochspezialisierter Texte ins Lateinische, wodurch das medizinische Wissen erweitert und die Praxis verbessert wurden.

Johannes Afflacius ist als Schüler von Constantinus bekannt.

## Plagiatsvorwurf
Einige Zeitgenossen bemängelten, Constantinus habe nicht nur die eigenen, sondern auch die aus dem Arabischen übersetzten und in seinem Sinne bearbeiteten Werke mit seinem Namen unterzeichnet und damit den Eindruck erweckt, der einzige Autor zu sein. Das gelte insbesondere für den Zad Al Mussāfir (lateinisch Viaticus peregrinantis, deutsch „Proviant für den Reisenden“) von Ibn al-Dschazzar. Constantinus griff das Thema allerdings bereits in seiner Einführung zu Zad Al Mussāfir auf und spöttelte:
„Wenn die Menschen beabsichtigen, in diesem Buch nachzuforschen, was von mir kommt, lasse ich sie in ihrer Dummheit schlafen. Ich dachte, es ist meine Aufgabe, es zu unterzeichnen, denn Menschen beneiden andere Menschen für ihre Arbeit …“
Auch später tauchte in der Wissenschaftsgeschichte hin und wieder der Vorwurf des Plagiats der oft freizügigen Übersetzungen auf. Er ist jedoch nicht aufrechtzuerhalten. Constantinus wollte nach seinen Angaben der Schule von Salerno keine eigenständigen Kompendien zur Verfügung stellen, sondern lediglich für den Schulgebrauch dienliche Kompilationen und zweckentsprechende Kompositionen. Er bezeichnete sich dementsprechend auch als „coadunator“, „compilator“ oder „abbreviator“. Als solcher spielte er für die mit dem hohen Mittelalter einsetzende Aufnahme und Übernahme der Wertevorstellungen (Rezeption) der griechisch-arabischen Medizin eine vorbereitende Rolle. Für die Medizinschule von Salerno war sein Wirken so bedeutend, dass man die mit ihm beginnende Epoche als „Hochsalerno“ bezeichnet. Petrus Diaconus, Archivar im Kloster Monte Cassino, ehrte ihn mit der Bezeichnung Orientis et Occidentis magister („Meister des Orients und des Okzidents“).

## Schriften, lateinische Bearbeitungen und Übersetzungen

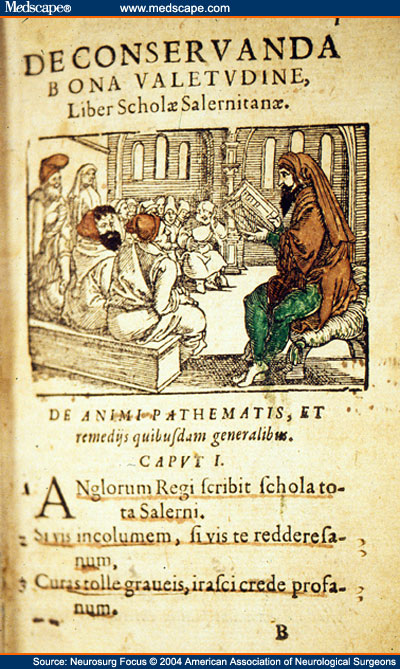
Constantinus bei der Vorlesung

Bereits in den Quellen zu seinem Leben werden Constantinus rund zwei Dutzend Werke zugeschrieben.

### Antike Autoren
- Hippokrates[4]
  - Aphorismi mit Kommentar von Galenos
  - Liber prognosticorum mit Kommentar von Galenos
  - Regimen acutorum morborum mit Kommentar von Galenos
  - De victus ratione variorum morborum

- Galenos:
  - Microtegni
  - Megategni: Buch über die therapeutische Methodik des Galenos
  - Disputatio Platonis et Hippocratis in sententiis

### Arabische Autoren
- ʿAli ibn al-ʿAbbas al-Madschūsi, bekannt auch als Haly (filius) Abbas:
  - Liber Pantegni, auch Pantechne genannt: Erstübersetzung[5] der in Theorie und Praxis unterteilten Enzyklopädie des griechisch-arabischen Heilwissens.[6]
  - Al Kamil, dessen erste drei Teile auf See verloren gingen.

- Hunain ibn Ishāq (Johannitius), 9. Jahrhundert:
  - De oculis (auch Liber de oculis Constantini Africani): Augenkrankheiten[7][8]
  - Isagoge ad Tegni Galeni (von Hunain ibn Ishāq und seinem Neffen Hubaysch ibn al-Hasan[9][10]

- Theophilos (Protospatharios):
  - Peri urōn[11]

- Abu Bakr Muhammad ibn Zakariya ar-Razi oder Razes Ali Ibn Massaouia Baghdad:
  - Al Hawi

- Ishaq ibn Imran (Isḥāq ibn ʿImrān) (9./10. Jahrhundert):
  - al-Maqala fi al-Malikhukiya (De melancholia): Das Buch der Melancholie[12][13] (11. Jahrhundert)[14][15]

- Isaak ben Salomon Israeli, Ibn Suleiman oder Isaac Israeli ben Solomon:
  - Liber febribus, Liber de dietis universalibus et particularibus: Das Buch der Ernährungsregeln
  - Liber de urinis: Das Buch über den Urin
  - Das Buch über den Puls
  - Omnia opera Ysaac in hoc volumine contenta: cum quibusdam aliis opusculis. Bartholomaeus Trot, Lyon 1515 (online) (latein. Übersetzung der Werke Isaaks durch Konstantin den Afrikaner).

- Ibn al-Dschazzār:
  - De Gradibus oder Liber graduum (= „Adminiculum“)[16][17]
  - Zad Al Mussāfir (Viaticus peregrinantis): Handbuch für reisende Ärzte
  - Liber de stomacho: Magenkrankheiten
  - De elephantiasi
  - De coitu: über das Geschlechtsleben
  - De oblivione

### Frühdrucke
- Omnia opera ysaac in hoc volumine contenta. Bartholomaeus Trot, Lyon 1515. (Digitalisat)
- Constantini Africani Post Hippocratem Et GAlenvm, Qvorum, Graec[a]e linguae doctus. Henricus Petrus, Basel 1536. (Digitalisat)